# Stanardsville
Stanardsville è un comune degli Stati Uniti d'America, situato nello Stato della Virginia, nella Contea di Greene, della quale è il capoluogo.